# Tjupisjki
Tjupisjki (belarusiska: Цюпішкі, ryska: Тюпишки) är en by i Hrodna voblast, Vitryssland. Väster om byn ligger mätpunkten "Tupischki" på Struves meridianbåge.